# Jürg Röthlisberger
Jürg Röthlisberger (2 febbraio 1955) è un ex judoka svizzero.

## Palmarès

### Olimpiadi
- 2 medaglie:
  - 1 oro (Mosca 1980 nei -86 kg)[1]
  - 1 bronzo Montréal 1976 nei -93 kg)[2]